# Cluses
Cluses ist eine französische Stadt mit 17.366 Einwohnern (Stand 1. Januar 2022) im Département Haute-Savoie in der Region Auvergne-Rhône-Alpes, auf halbem Wege zwischen Genf und Chamonix gelegen.
Die Stadt ist weithin für ihre Drehteile-Industrie bekannt, mehr als 200 Betriebe sind hier angesiedelt.
Der an der Bahnstrecke La Roche-sur-Foron–Saint-Gervais gelegene Bahnhof von Cluses wird unter anderem vom TGV Paris–Saint-Gervais-les-Bains bedient, wichtigste Straßenverbindung ist die Autobahn A40 (Genf–Chamonix), die zum Mont-Blanc-Tunnel führt.
Partnerstädte von Cluses sind Trossingen (Baden-Württemberg) und Beaverton (USA, Oregon).

## Söhne und Töchter der Stadt
- Emma Chervet (* 2003), Skispringerin
- Jules Chervet (* 2003), Skispringer